# Koenraad I van Neurenberg
Koenraad I van Neurenberg ook bekend als Koenraad III van Zollern (circa 1186 - 1261) was van 1200 tot 1218 graaf van Zollern en van 1218 tot 1261 burggraaf van Neurenberg. Hij behoorde tot het huis Hohenzollern.

## Levensloop
Koenraad was de oudste zoon van burggraaf Frederik I van Neurenberg, onder de naam Frederik III eveneens graaf van Zollern, en Sophia van Raabs. Na de dood van zijn vader rond het jaar 1200 werd zijn jongere broer Frederik II burggraaf van Neurenberg, terwijl Koenraad graaf van Zollern werd. In 1218 besliste Koenraad I met zijn broer Frederik II om hun erfdelen te herverdelen: hierbij werd Koenraad burggraaf van Neurenberg, terwijl Frederik II het graafschap Zollern overnam.
In deze periode kon Koenraad I zijn macht uitbouwen door het huis Hohenstaufen dat het Heilige Roomse Rijk bestuurde te steunen in hun conflict met de paus. Keizer Frederik II wilde Neurenberg ontwikkelen tot een betrouwbare basis en schonk de stad daarom in 1219 een groot vrijheidscharter. Toen Koenraad als burggraaf de militaire bescherming van de stad overnam, slaagde de burgerij in de stad erin om een toenemende autonomie in hun interne aangelegenheden te verkrijgen. Ook toen keizer Frederik II door de paus werd geëxcommuniceerd bleef Koenraad hem steunen. De dood van keizer Frederik II in 1250 betekende een grote klap voor de Hohenzollerns, omdat ze nu hun belangrijkste bondgenoot tegen de andere Duitse adel verloren hadden. 
Van 1237 tot 1239 was hij eveneens een van de beheerders van het hertogdom Oostenrijk, samen met de graven van Henneberg en Andechs, al was de verstandhouding met beide graafschappen dikwijls ver zoek. Ook kon hij zijn gebied uitbreiden: zo bemachtigde Koenraad het Randau-gebied met de stad Ansbach, belangrijke delen van de Pegnitzvallei en de meest belangrijke handelsroutes naar Neurenberg. Hij vocht succesvol tegen muitende ridders en kon zich verweren tegen de machtige adel.

## Huwelijk en nakomelingen
Koenraad huwde vermoedelijk met Adelheid van Frontenhausen, dochter van graaf Frederik II van Leiningen en Saarbrücken. Ze kregen volgende kinderen:
- Frederik III (circa 1220 - 1297), burggraaf van Neurenberg
- Koenraad II (circa 1220 - 1314)
- Adelheid (overleden in 1304), huwde voor 1241 met graaf Rapoto III van Ortenburg
- Sophia (overleden na 1276), huwde met graaf Markwart van Arnsberg-Heydeck